# Sten Envik
Sten Olof Envik, född 21 februari 1927 i Sundsvall, död 18 november 1971 i Stockholm, var en svensk pianist.
Sten Envik anställdes 1960 som repetitör vid Kungliga Teatern och fick 1969 rollen som studieledare med huvudansvaret för instuderingsarbetet både i det dagliga arbetet och inför premiärerna.
Envik var även verksam som ackompanjatör på piano och  cembalo, bland annat på Drottningholmsteatern och vid konsertframträdanden tillsammans med Operans solister. Operachefen Bertil Bokstedt skrev i sin nekrolog över Envik att han var "en utomordentlig ackompanjatör, som sådan av en Sveriges främsta...". Envik hade även uppdrag som dirigent. 
År 1971 belönades han med ett stipendium från föreningen Drottningsholmsteaterns vänner. 
Han medverkade år 1966 i en roll som musiker i Vilgot Sjömans film Syskonbädd 1782.
Sten Envik var son till bibliotekarien Bror Olsson och hans hustru skolköksläraren Anna Olsson, född Nilsson. Han är begravd med sina föräldrar på Norra kyrkogården i Lund.